# Масерија (Авелино)
Масерија је насеље у Италији у округу Авелино, региону Кампанија.
Према процени из 2011. у насељу је живело 83 становника. Насеље се налази на надморској висини од 280 м.